# Jordan Grand Prix
Jordan Grand Prix – zespół i konstruktor Formuły 1, którego założycielem był Eddie Jordan.

## Informacje ogólne
W zespole jeździło wielu kierowców, m.in. Michael Schumacher, Damon Hill czy Rubens Barrichello. W trakcie 15 lat uczestnictwa w mistrzostwach zespół odniósł cztery zwycięstwa – po raz pierwszy w Jordanie wygrał Damon Hill podczas Grand Prix Belgii 1998 (było to jedyne podwójne zwycięstwo dla zespołu, drugie miejsce zdobył wtedy Ralf Schumacher), a w następnym sezonie dwa razy wygrał Heinz-Harald Frentzen (Grand Prix Włoch 1999 i Grand Prix Francji 1999). Ostatnie ze zwycięstw zdobył Giancarlo Fisichella podczas Grand Prix Brazylii 2003. Kierowcy jeżdżący w bolidach Jordana stawali na podium 19 razy, po raz pierwszy Rubens Barrichello podczas Grand Prix Pacyfiku 1994, po raz ostatni Tiago Monteiro podczas Grand Prix Stanów Zjednoczonych 2005, warto jednak przypomnieć, że w tym wyścigu startowało tylko sześciu kierowców. Jordan zdobył także 2 pole position (Rubens Barrichello w kwalifikacjach do Grand Prix Belgii 1994 oraz Heinz-Harald Frentzen w kwalifikacjach do Grand Prix Europy 1999). Najlepszym miejscem zespołu w klasyfikacji konstruktorów była 3. (61 punktów) lokata w sezonie 1999.

## Historia

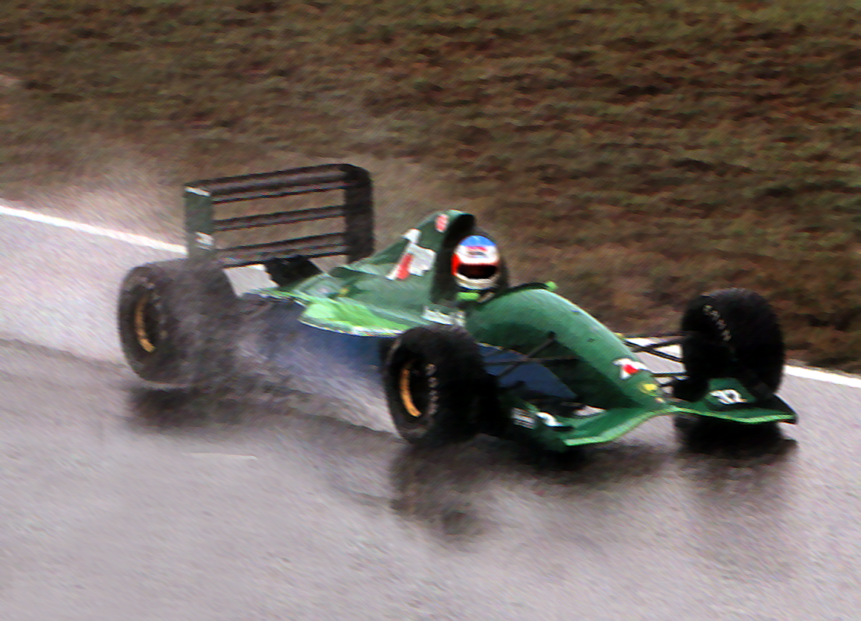
Michael Schumacher w Jordanie 1991

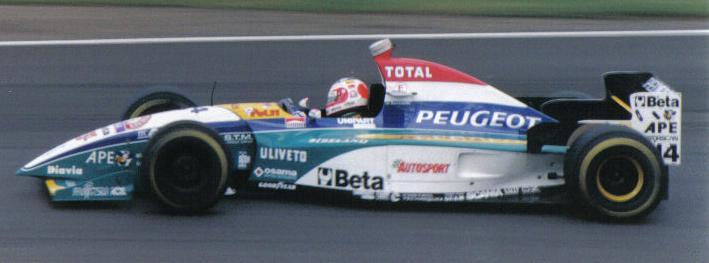
Rubens Barrichello w Jordanie 1995

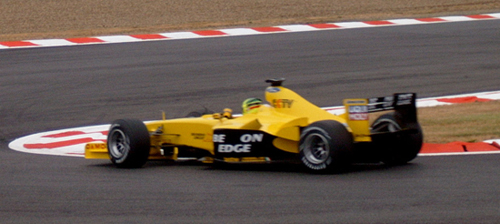
Ralph Firman w bolidzie z sezonu 2003

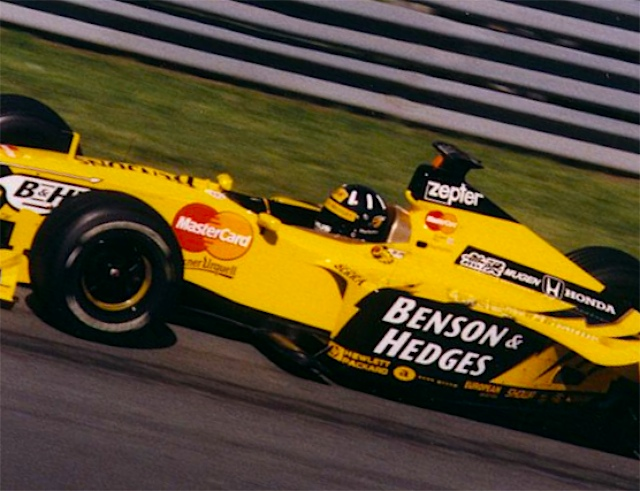
Damon Hill w Jordanie 1999

W 1980 Eddie Jordan założył Eddie Jordan Racing działający najpierw w Formule 3, a następnie w Formule 3000. W tej ostatniej kategorii Jean Alesi zdobył w samochodzie zaprojektowanym przez Jordana tytuł mistrzowski w sezonie 1989. Po kilku udanych sezonach w niższych seriach wyścigowych Jordan postanowił stworzyć team w Formule 1.
Debiut w sezonie 1991 okazał się bardzo udany dla zespołu. Choć nie udało się wywalczyć podium, zespół zdobył 13 punktów i zajął 5. miejsce w klasyfikacji konstruktorów. W debiutanckim sezonie dla zespołu jeździli Andrea de Cesaris, Bertrand Gachot, Michael Schumacher, Roberto Moreno oraz Alessandro Zanardi. Kolejne dwa sezony nie były już tak pomyślne – w latach 1992 i 1993 zespół zajmował 11 pozycję w klasyfikacji konstruktorów. Kierowcom Jordana udało się zdobyć zaledwie jeden punkt w sezonie 1992 oraz 3 punkty w kolejnym. Do dobrej dyspozycji zespół powrócił w sezonie 1994, w którym zajął piąte miejsce w klasyfikacji konstruktorów. Kierowcy zdobyli dla zespołu 28 punktów, a Rubensowi Barrichello udało się zdobyć pole position oraz stanąć na najniższym stopniu podium. Pięć razy finiszował też on na czwartej pozycji. Drugi kierowca zespołu, Eddie Irvine, nie spisywał się tak dobrze – w całym sezonie punktował zaledwie trzy razy. Przed kolejnym sezonem Jordan zmienił dostawcę silników z firmy Hart na firmę Peugeot.

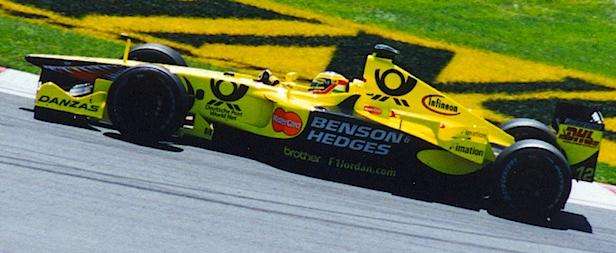
Jarno Trulli w bolidzie z sezonu 2001

Zespół wypadł jednak nieco gorzej i spadł na 6 pozycję (21 punktów). Tym razem nie udało się wywalczyć PP, za to Grand Prix Kanady 1995 obaj kierowcy ukończyli na podium – Barrichello na drugiej pozycji, Irvine na trzeciej.
W kolejny sezon zespół wkroczył z nowym sponsorem – tytoniową firmą Benson and Hedges, która sponsorowała Jordana do 2005. Eddie Irvine odszedł do Ferrari, a w zespole zastąpił go Martin Brundle, który przeniósł się z Ligiera. Sezon 1996 Jordan po raz kolejny ukończył na 5 pozycji – tym razem z dorobkiem 22 punktów. Irlandzkiemu zespołowi nie udało się wywalczyć miejsca na podium. W sezonie 1997 barwy zespołu zostały zmienione na żółto-czarne (takie pozostały już do końca istnienia Jordana). Całkowicie zmienił się także skład – Brundle zakończył karierę, a Barrichello przeniósł się do Stewarta. Nowy skład utworzyli Giancarlo Fisichella i debiutant – Ralf Schumacher. Rozpoczynał się najlepszy okres w historii irlandzkiego teamu – choć zespół jak przed rokiem zajął 5. miejsce w klasyfikacji konstruktorów (33 punkty), to tym razem kierowcy stawali na podium aż 3 razy – raz młodszy z braci Schumacherów, a dwa razy Fisichella. W kolejnym sezonie zmieniono silniki na Mugen-Honda, a miejsce Włocha, który odszedł do Benettona zajął mistrz świata z 1996, Brytyjczyk Damon Hill, który przeszedł do zespołu z bardzo słabego Arrowsa. On też wywalczył pierwsze zwycięstwo dla Jordana – podczas deszczowego Grand Prix Belgii pamiętanego głównie z powodu ogromnej kraksy na starcie. Drugie miejsce w tym wyścigu zajął partner Hilla, Ralf Schumacher. Było to jedyne podwójne zwycięstwo dla zespołu. Poza tym, młodszy Schumacher zajął jeszcze trzecie miejsce podczas Grand Prix Włoch. Jordan ukończył sezon na 4. miejscu w klasyfikacji konstruktorów. Przed kolejnym sezonem wymieniono Ralfa Schumachera na Heinza-Haralda Frentzena, który dotychczas jeździł dla teamu Franka Williamsa. Okazało się to dobrym wyborem – sezon 1999 okazał się najlepszym w historii zespołu. Niemiec przez długi czas walczył z Miką Häkkinenem i Eddiem Irvine’em o mistrzostwo świata. Aż 6 razy stawał na podium, z czego 2 razy zwyciężył. Damon Hill tym razem spisywał się znacznie gorzej – zdobył zaledwie 7 punktów i po sezonie zakończył karierę. Jordan Grand Prix z 61 punktami na koncie zajął 3. miejsce w klasyfikacji konstruktorów sezonu 1999. Nowym kierowcą został sprowadzony z zespołu Prosta Jarno Trulli.
Sezon 2000 wypadł jednak w wykonaniu Jordana znacznie gorzej – mimo całkiem dobrych pozycji w kwalifikacjach i dwóch trzecich miejsc Frentzena zespół zdobył zaledwie 17 punktów i zajął dopiero 6. miejsce w klasyfikacji konstruktorów. Jeszcze słabsze wyniki były w kolejnym sezonie, tym razem zawodnicy w żółtych wozach po raz pierwszy od 1996 nie wywalczyli ani jednego miejsca na podium. Całkowity dorobek punktowy zespołu był jednak nieco większy i wynosił 19 punktów, co pozwoliło zająć 5. miejsce. W sezonie 2002 do zespołu wrócił Fisichella. Było jednak coraz gorzej – kierowcy wywalczyli przez cały sezon zaledwie 9 punktów (choć dało to, podobnie jak 2 sezony wcześniej 6. miejsce). Po sezonie zmieniono dostawcę silników – zamiast Hondy zdecydowano się na Coswortha. Jordan zaczął powoli staczać się na dno. Pojawiły się kłopoty finansowe. Choć sezon 2003 zespół zakończył z nieco większym dorobkiem punktowym – 13 punktów, jednak wystarczyło to zaledwie na 9. miejsce w klasyfikacji konstruktorów. Warto też zauważyć, że aż 10 z tych 13 punktów zdobył Fisichella po swoim dość szczęśliwym zwycięstwie w Grand Prix Brazylii. Kolejny sezon był jeszcze słabszy – Nick Heidfeld i Giorgio Pantano (zastąpiony w ostatnich trzech wyścigach przez Timo Glocka) zdobyli zaledwie 5 punktów, co pozwoliło wyprzedzić tylko od lat najsłabszy zespół – Minardi.
3 lutego 2005 roku ogłoszono, że w ostatnim, jak się później okazało, sezonie zespołu będą ścigali się debiutanci – Portugalczyk Tiago Monteiro, który wcześniej pełnił funkcję kierowcy testowego zespołu Miniardi i Hindus Narain Karthikeyan, który trafił do Formuły 1 z serii World Series by Nissan. Wyniki były nieco lepsze (12 punktów), ale miejsce pozostało to samo – 9. Eddie Jordan sprzedał zespół rosyjskiej grupie Midland i od kolejnego sezonu team został przekształcony w MF1 Racing.

## Wyniki
Źródło: Wyprzedź Mnie!
| Sezon | Nazwa                          | Samochód   | Silnik                        | Opony | Kierowcy                                                                                      | Punkty | Msc. |
| ----- | ------------------------------ | ---------- | ----------------------------- | ----- | --------------------------------------------------------------------------------------------- | ------ | ---- |
| 1991  | Team 7Up Jordan                | 191        | Ford HB4 3.5 V8               | G     | Bertrand Gachot Michael Schumacher Roberto Moreno Alessandro Zanardi Andrea de Cesaris        | 13     | 5    |
| 1992  | Sasol Jordan                   | 192        | Yamaha OX99 3.5 V12           | G     | Stefano Modena Maurício Gugelmin                                                              | 1      | 11   |
| 1993  | Sasol Jordan                   | 193        | Hart 1035 3.5 V10             | G     | Rubens Barrichello Ivan Capelli Thierry Boutsen Marco Apicella Emanuele Naspetti Eddie Irvine | 3      | 11   |
| 1994  | Sasol Jordan                   | 194        | Hart 1035 3.5 V10             | G     | Rubens Barrichello Eddie Irvine Aguri Suzuki Andrea de Cesaris                                | 28     | 5    |
| 1995  | Total Jordan Peugeot           | 195        | Peugeot A10 3.0 V10           | G     | Rubens Barrichello Eddie Irvine                                                               | 21     | 6    |
| 1996  | Benson & Hedges Jordan Peugeot | 196        | Peugeot A12 EV5 3.0 V10       | G     | Rubens Barrichello Martin Brundle                                                             | 22     | 5    |
| 1997  | Benson & Hedges Jordan Peugeot | 197        | Peugeot A14 3.0 V10           | G     | Ralf Schumacher Giancarlo Fisichella                                                          | 33     | 5    |
| 1998  | Benson & Hedges Jordan         | 198        | Mugen-Honda MF-301 HC 3.0 V10 | G     | Damon Hill Ralf Schumacher                                                                    | 34     | 4    |
| 1999  | Benson & Hedges Jordan         | 199        | Mugen-Honda MF-301 HD 3.0 V10 | B     | Damon Hill Heinz-Harald Frentzen                                                              | 61     | 3    |
| 2000  | Benson & Hedges Jordan         | EJ10 EJ10B | Mugen-Honda MF-301 HE 3.0 V10 | B     | Heinz-Harald Frentzen Jarno Trulli                                                            | 17     | 6    |
| 2001  | Benson & Hedges Jordan Honda   | EJ11       | Honda RA001E 3.0 V10          | B     | Heinz-Harald Frentzen Ricardo Zonta Jarno Trulli Jean Alesi                                   | 19     | 5    |
| 2002  | DHL Jordan Honda               | EJ12       | Honda RA002E 3.0 V10          | B     | Giancarlo Fisichella Takuma Satō                                                              | 9      | 6    |
| 2003  | Jordan Ford                    | EJ13       | Ford RS1 3.0 V10              | B     | Giancarlo Fisichella Ralph Firman Zsolt Baumgartner                                           | 13     | 9    |
| 2004  | Jordan Ford                    | EJ14       | Ford RS2 3.0 V10              | B     | Nick Heidfeld Giorgio Pantano Timo Glock                                                      | 5      | 9    |
| 2005  | Jordan Grand Prix              | EJ15 EJ15B | Toyota RVX-05 3.0 V10         | B     | Tiago Monteiro Narain Karthikeyan                                                             | 12     | 9    |